# Canis etruscus
Canis etruscus (sói Etrusca) là một loài động vật thuộc chi chó đã tuyệt chủng, là loài đặc hữu của vùng Địa Trung Hải, châu Âu trong thời kỳ Pleistocene sớm. Sói Etrusca được mô tả là một động vật chi chó có kích thước nhỏ và tương đồng với chó sói. Sói Etrusca được công nhận là tổ tiên của C. mosbachensis, trong khi C. mosbachensis là tổ tiên của sói xám (C. lupus).

## Dòng dõi
Chi Canis bao gồm các loài có kích thước lớn xuất hiện lần đầu tiên vào thế Pliocene Trung, tức khoảng 3 triệu năm trước tại lưu vực Yushe, tỉnh Sơn Tây, Trung Quốc. Khoảng 2,5 triệu năm trước, phạm vi sinh sống của chi này bao gồm Lưu vực Nihewan ở huyện Dương Nguyên, Hà Bắc, Trung Quốc và Kuruksay, Tajikistan. Tại châu Âu, C. estruscus xuất hiện lần đầu tiên vào khoảng thời gian 1,9 - 1,8 triệu năm trước. Dòng dõi từ C. etruscus đến sói Mosbach (C. mosbachensis Soergel, 1925) đến sói xám (C. lupus) được chấp nhận rộng rãi trong các tài liệu khoa học châu Âu. Nhà khảo cổ học người Pháp Jean Philip-Brrif đề xuất C. mosbachensis là một phân loài của C. etruscus, và một nhà khảo cổ học người Pháp khác là Henry de Lumley coi C. mosbachensis là một phân loài của sói xám và đề xuất phân loại C. lupus mosbachensis.

## Cổ sinh thái học
Sự phân tán của các loài thú ăn thịt đã xảy ra khoảng 1,8 triệu năm trước và điều này trùng hợp với sự giảm lượng mưa và sự gia tăng tính thời vụ hàng năm theo sự thay đổi biên độ 41.000 năm của chu kỳ Milankovitch. Đầu tiên là C. etruscus, ngay sau đó là C. arnensis và Lycaon falconeri, và sau đó là linh cẩu khổng lồ Pachycrocuta brevirostri. Tất cả đều thích nghi tốt hơn với cảnh quan mở, và điều kiện khí hậu khô ráo hơn các loại Eucyon và Nyctereutes mà chúng dần thay thế ở châu Âu.